# Phyllodromica brullei
Phyllodromica brullei es una especie de cucaracha del género Phyllodromica, familia Ectobiidae. Fue descrita científicamente por Princis en 1963.
Habita en España.